# Wahlkreis Southend
Der Wahlkreis Southend war von 1918 bis 1950 ein Wahlkreis (englisch constituency) für die Wahl eines Abgeordneten des britischen Unterhauses (House of Commons).

## Ergebnisse

### Parlamentswahl 1918
| Kandidaten           | Kandidaten      | Parteien                  | Stimmen | %    |
| -------------------- | --------------- | ------------------------- | ------- | ---- |
|                      | Rupert Guinness | Unionist Party            | 12.392  | 63,2 |
|                      | Joseph Francis  | unabhängig – Conservative | 4.242   | 21,6 |
|                      | Chalton Hubbard | Liberal Party             | 2.965   | 15,1 |
| Gesamt               | Gesamt          | Gesamt                    | 19.599  | 100  |
|                      |                 |                           |         |      |
| Quelle: UK Parlament |                 |                           |         |      |

### Parlamentswahl 1922
| Kandidaten           | Kandidaten          | Parteien       | Stimmen | %    |
| -------------------- | ------------------- | -------------- | ------- | ---- |
|                      | Rupert Guinness     | Unionist Party | 17.920  | 61,9 |
|                      | Henry George Walker | Liberal Party  | 11.039  | 38,1 |
| Gesamt               | Gesamt              | Gesamt         | 28.959  | 100  |
|                      |                     |                |         |      |
| Quelle: UK Parlament |                     |                |         |      |

### Parlamentswahl 1923
| Kandidaten           | Kandidaten      | Parteien       | Stimmen | %    |
| -------------------- | --------------- | -------------- | ------- | ---- |
|                      | Rupert Guinness | Unionist Party | 15.566  | 50,2 |
|                      | Douglas Young   | Liberal Party  | 15.453  | 49,8 |
| Gesamt               | Gesamt          | Gesamt         | 31.019  | 100  |
|                      |                 |                |         |      |
| Quelle: UK Parlament |                 |                |         |      |

### Parlamentswahl 1924
| Kandidaten           | Kandidaten      | Parteien       | Stimmen | %    |
| -------------------- | --------------- | -------------- | ------- | ---- |
|                      | Rupert Guinness | Unionist Party | 23.417  | 62,5 |
|                      | Douglas Young   | Liberal Party  | 10.924  | 29,1 |
|                      | Sydney Moseley  | Labour Party   | 3.144   | 8,4  |
| Gesamt               | Gesamt          | Gesamt         | 37.485  | 100  |
|                      |                 |                |         |      |
| Quelle: UK Parlament |                 |                |         |      |

### Nachwahl 1927
Die Wahl fand am 19. November statt.
| Kandidaten                                         | Kandidaten           | Parteien                  | Stimmen | %    |
| -------------------------------------------------- | -------------------- | ------------------------- | ------- | ---- |
|                                                    | Gwendolen Guinness   | Unionist Party            | 21.221  | 54,7 |
|                                                    | Dougal Meston        | Liberal Party             | 11.912  | 30,7 |
|                                                    | James Erskine Harper | Labour Party              | 4.777   | 12,3 |
|                                                    | E.A. Hailwood        | unabhängig – Conservative | 917     | 2,4  |
| Gesamt                                             | Gesamt               | Gesamt                    | 38.827  | 100  |
|                                                    |                      |                           |         |      |
| Wahlberechtigte                                    | Wahlberechtigte      | Wahlberechtigte           | 53.039  |      |
|                                                    |                      |                           |         |      |
| Quelle: F. W. S. Craig, Election Results 1918–1949 |                      |                           |         |      |

### Parlamentswahl 1929
| Kandidaten           | Kandidaten         | Parteien       | Stimmen | %    |
| -------------------- | ------------------ | -------------- | ------- | ---- |
|                      | Gwendolen Guinness | Unionist Party | 27.605  | 55,8 |
|                      | Dougal Meston      | Liberal Party  | 21.884  | 44,2 |
| Gesamt               | Gesamt             | Gesamt         | 49.489  | 100  |
|                      |                    |                |         |      |
| Quelle: UK Parlament |                    |                |         |      |

### Parlamentswahl 1931
| Kandidaten           | Kandidaten         | Parteien           | Stimmen | %    |
| -------------------- | ------------------ | ------------------ | ------- | ---- |
|                      | Gwendolen Guinness | Conservative Party | 46.564  | 85,7 |
|                      | Albert Bechervaise | Labour Party       | 7.741   | 14,3 |
| Gesamt               | Gesamt             | Gesamt             | 54.305  | 100  |
|                      |                    |                    |         |      |
| Quelle: UK Parlament |                    |                    |         |      |

### Parlamentswahl 1935
| Kandidaten           | Kandidaten       | Parteien           | Stimmen | %    |
| -------------------- | ---------------- | ------------------ | ------- | ---- |
|                      | Henry Channon    | Conservative Party | 36.865  | 65,1 |
|                      | Murray Gladstone | Liberal Party      | 11.934  | 21,1 |
|                      | Helen Keynes     | Labour Party       | 7.796   | 13,8 |
| Gesamt               | Gesamt           | Gesamt             | 56.595  | 100  |
|                      |                  |                    |         |      |
| Quelle: UK Parlament |                  |                    |         |      |

### Parlamentswahl 1945
| Kandidaten           | Kandidaten      | Parteien           | Stimmen | %    |
| -------------------- | --------------- | ------------------ | ------- | ---- |
|                      | Henry Channon   | Conservative Party | 23.712  | 44,7 |
|                      | Gordon Sandison | Labour Party       | 20.635  | 38,9 |
|                      | Douglas Tanner  | Liberal Party      | 8.735   | 16,5 |
| Gesamt               | Gesamt          | Gesamt             | 53.082  | 100  |
|                      |                 |                    |         |      |
| Quelle: UK Parlament |                 |                    |         |      |